# 新北市立黃金博物館
新北市立黃金博物館是位於台灣新北市瑞芳區金瓜石的生態博物館，保存與展示金瓜石周圍地區采矿產業生態。金瓜石盛產金礦與銅礦，日治時期曾享有亞洲第一金屬礦山的美名。在礦石竭盡停產後，將原礦場建物重新規劃為博物館，於2004年開館。

## 歷史

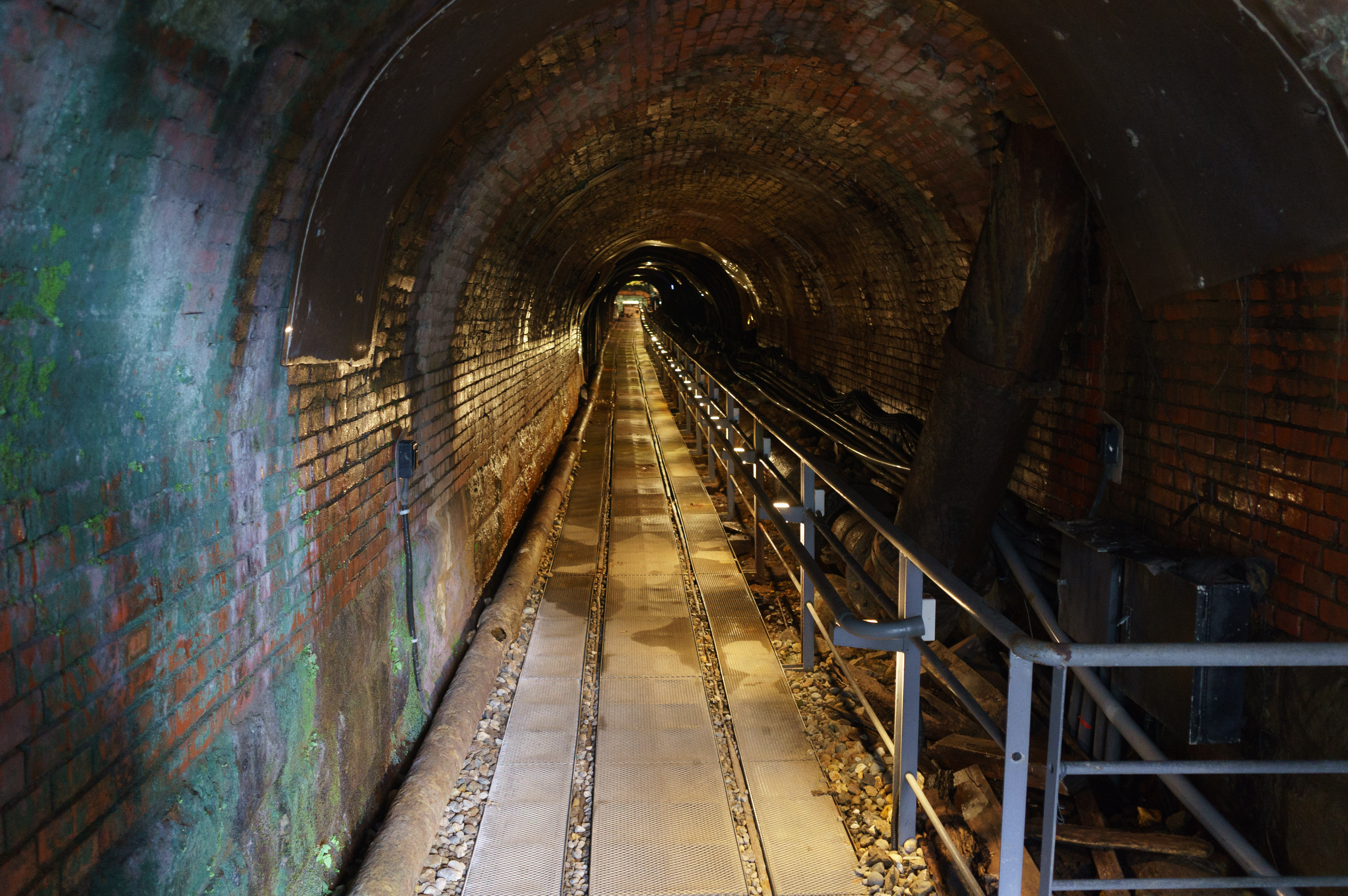
本山五坑內部，展示採礦工人工作情境

最初在金瓜石發現的金礦露頭有二處，分別是大金瓜與小金瓜。隨後在1890年（清光緒16年），台灣巡撫劉銘傳帶領工人修建鐵道時，在河床意外發現金砂，溯河而上至金瓜石發現黃金礦脈。清政府設礦業局開採，開啟了金瓜石的採金工業。日治時期臺灣總督府引進新式機器設備，提升產量一度讓金瓜石的躍升亞洲第一大的礦場。
戰後時期轉由經濟部國營事業臺灣金屬鑛業經營，為台灣黃金採礦業的重要產地；而在產金之外，銅礦也是重要的產品之一。然而隨著金、銅等貴金屬的竭盡，1978年後金礦品質開始下降，於是先是轉為大規模機器露天開採來取代傳統坑道開採，1987年後則廢止採礦，先後交由台灣電力公司與台灣糖業公司管理，山城也漸漸荒蕪。
2002年起，台北縣政府（今新北市政府）為了重振台灣珍貴的產金歷史，將原臺灣金屬鑛業股份有限公司辦公室重新整建，整建廢礦坑、臺金公司辦公室等建築，設立黃金博物園區。2004年11月4日，黃金博物園區正式開園，成為台灣首座以生態博物館為理念的博物園區。
2022年，黃金博物館進行空間活化，將日治時代興建的大地館規劃成展覽空間，因此將原先的辦公區域全部移至行政大樓，後在財產盤點發現，損失財產高達330件。2023年5月18日，監察委員接獲檢舉前往黃金博物館以追查館方物品失竊情況，以及是否涉及圖利特定廠商以及公務人員貪瀆。文化局指出經查財損當中，有近280餘件為書籍、雨衣、雨褲等1萬元以下已逾年限，不堪使用非消耗物品」，剩餘近40多件登錄者則為未執行財產報廢程序造成遺失。時任館長謝文祥因疏於督導而記過處分。

## 園內設施

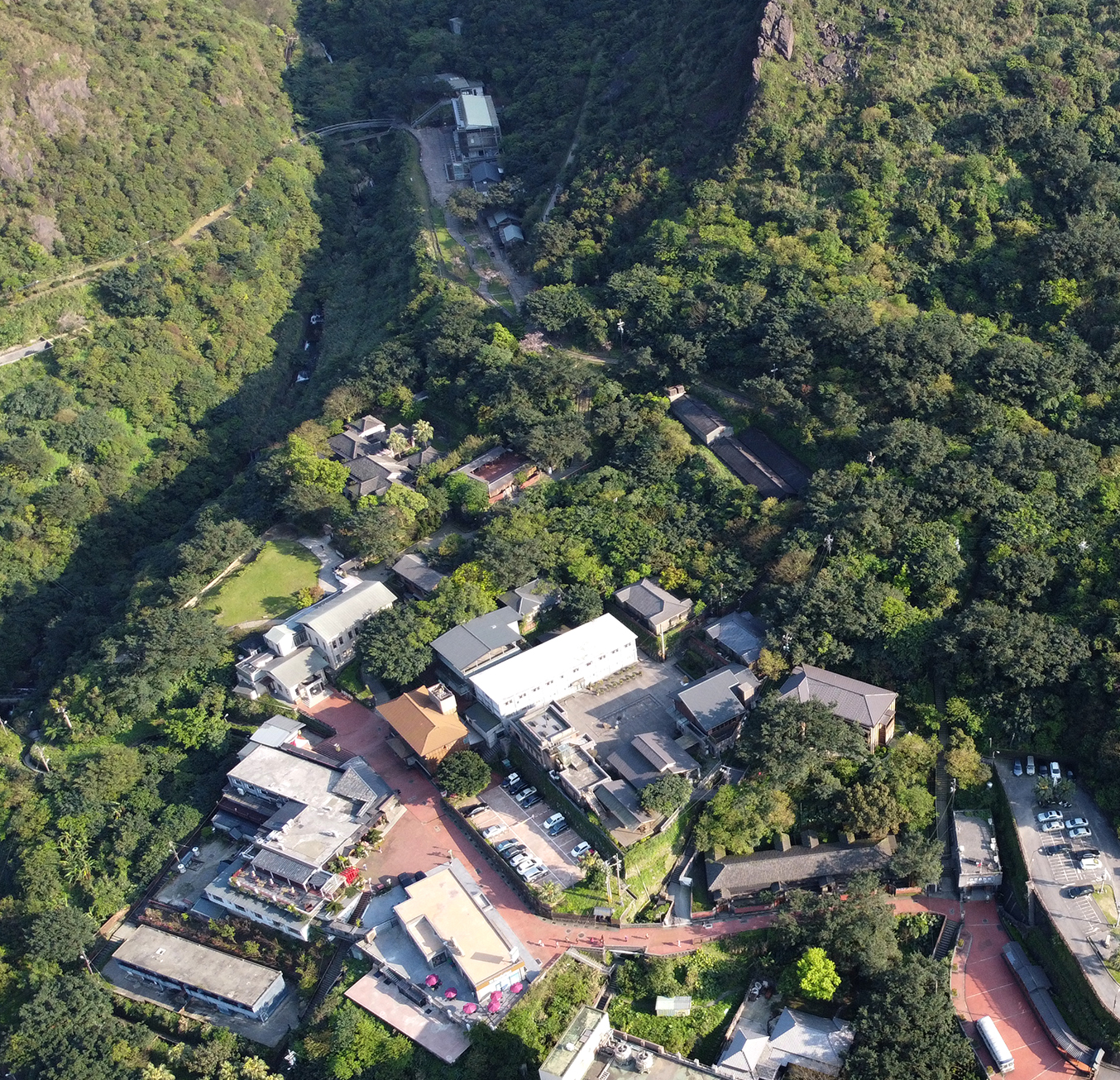
黃金博物園區空拍

黃金博物園區主以保存以金瓜石礦業相關建築群、歷史建築構成，其主題以「展現金瓜石礦業舊日生活全貌與保存台灣煤礦特有的文化資產」為基本，展示金瓜石地區過去的文史記錄、歷史文物、並以整合周邊附屬空間以提升旅遊價值。主園區設施群包括：
臺灣汽車客運公司金瓜石車站
位於本館入口，目前作為遊客服務中心使用。
四連棟
1930年代由日本鑛業株式會社所興建的員工宿舍，最初作為日籍職員及其眷屬居住，後在戰後改為臺灣金屬鑛業公司的員工宿舍，該建築物於2005年完成修復，分別展示日治時期日籍員工與戰後臺金時期臺籍員工之生活情境，其室內則設有玄關、客廳、起居室、廚房、浴室等住宿場所配置。
煉金樓：
兩層樓紅磚造建築。最初作為是存放黃金，作為煉金使用的場所，也是金瓜石旅館的地點。二戰後，在戰後曾短暫作為煉金工廠及福利社辦公室等福利設施使用。 此外該建築曾短期設置臺金公司的出納課，以及設有臺金公司工會辦公室、國民黨黨部安全單位。
目前一樓展區規劃為小型特展室及劇場空間，二樓為常設展區，展示「河流淘金」之多媒體互動體驗。
金瓜石太子賓館 （直轄市定古蹟）
由田中鑛業株式會社修建於1922年，修建目的是為了迎接計劃來訪的皇太子（即後來的裕仁天皇）故而得名；曾招待過皇室的特派員入住。戰後則改名為第一招待所，或稱「第一賓館」，在1995年重新整修後完成修復，目前僅開放外部庭園供民眾參觀。
金屬工藝館：
興建於1974年，原為臺灣金屬鑛業公司俱樂部及餐廳。2009年整修完成後，曾經常設展示金瓜石地區自然環境生態；2018年變更展示定位，一樓展區規劃展出金屬工藝典藏品、金屬工藝美學與藝術等主題，二樓作為多功能活動會議空間。
金水特展室：
位於太子賓館前方，原為臺灣金屬鑛業公司時期電話交換室，目前作為博物館年度特展展示空間。
黃金館：
一樓展區「金光下的山城」展出以金瓜石、水湳洞及九份地區的採礦歷史和相關礦業文物為主題，二樓展區「大地的寶藏」，介紹金瓜石、水湳洞及九份地區地質生成與礦物特色。
本山五坑：
位在黃金館旁，原為本山礦場九座礦坑之一，也是本山礦場現存保存完善的坑道，目前利用舊坑道與礦工採礦流程相結合，展示採礦工人工作情境。

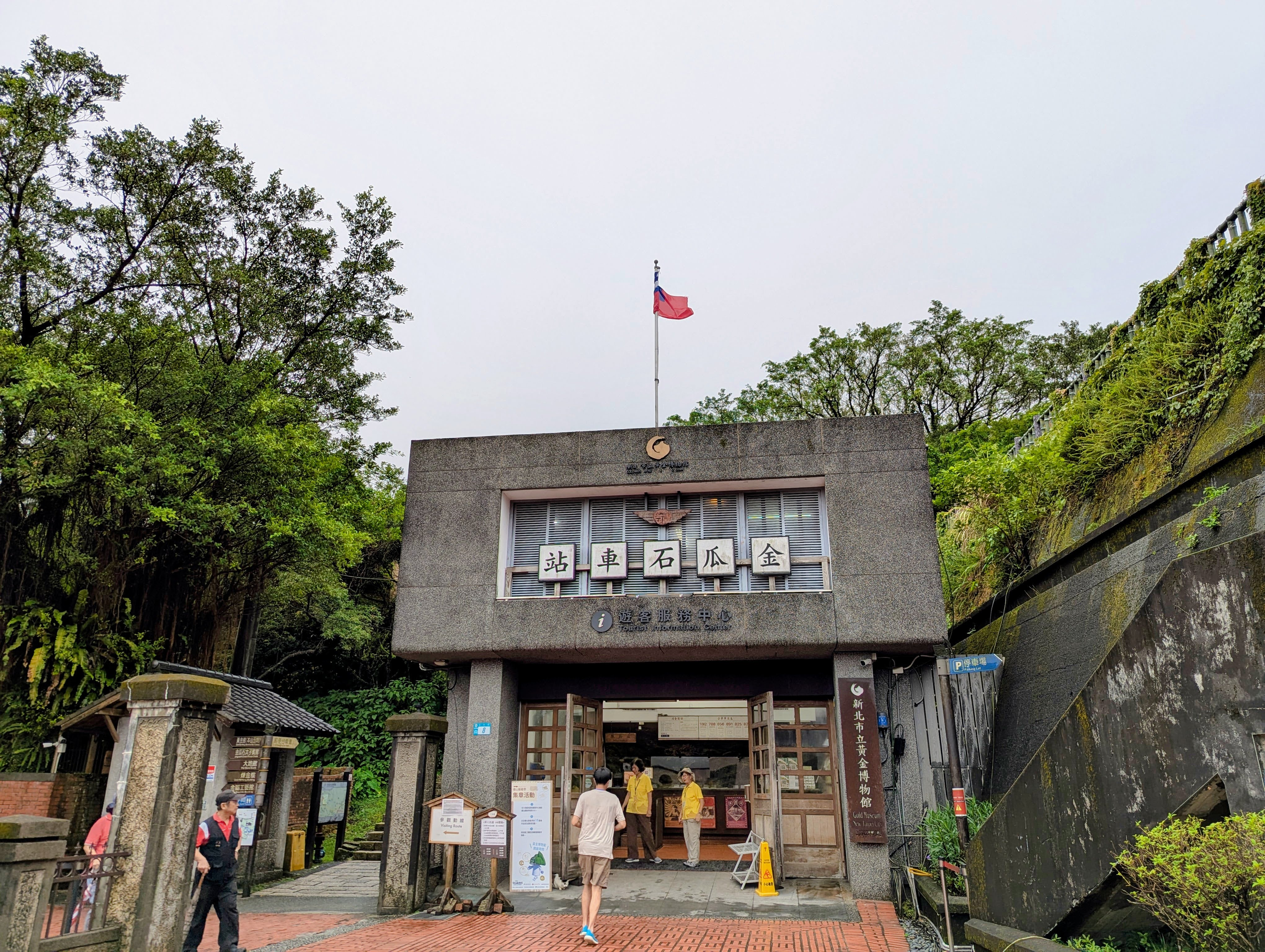
遊客服務中心
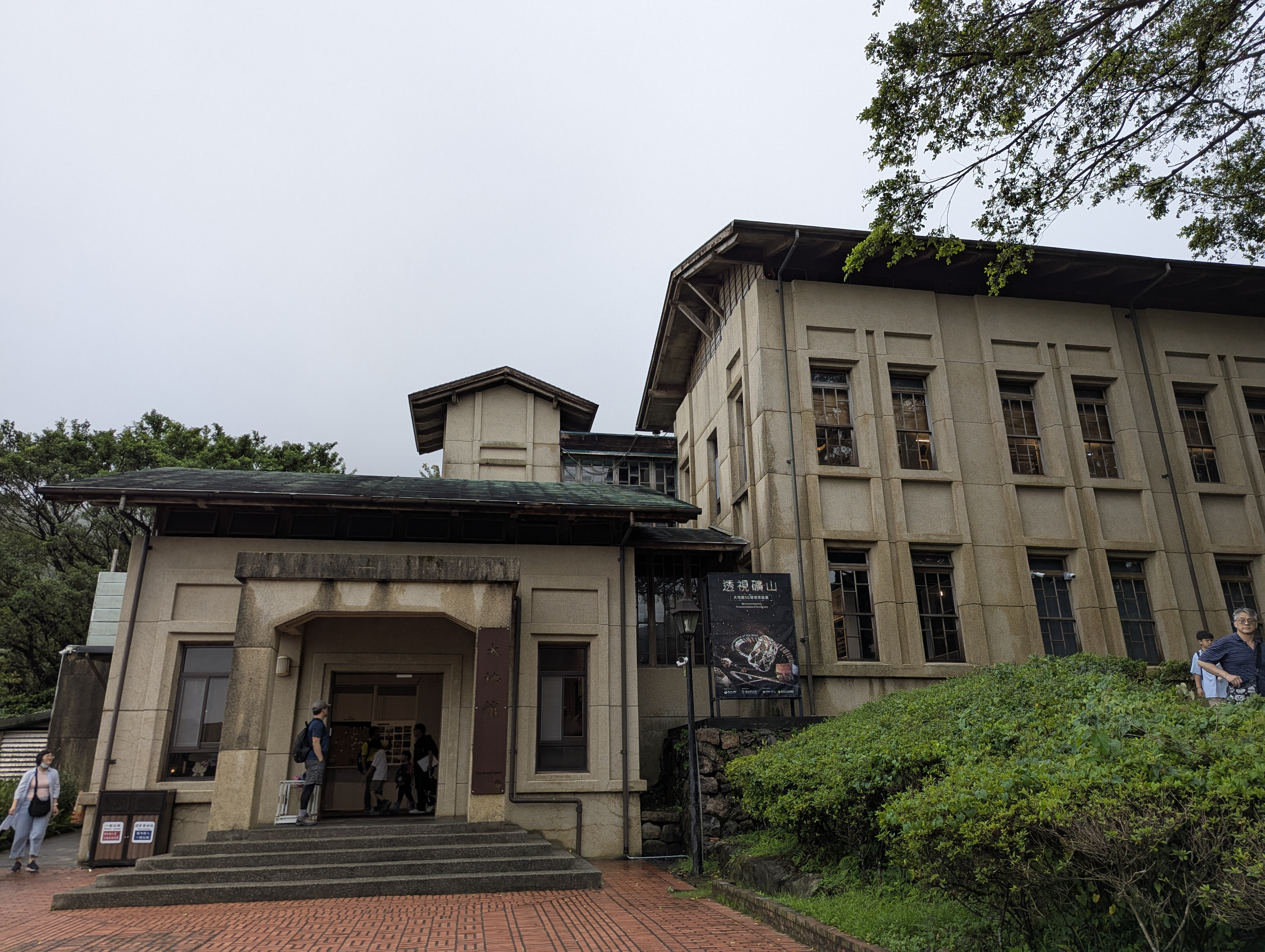
大地館
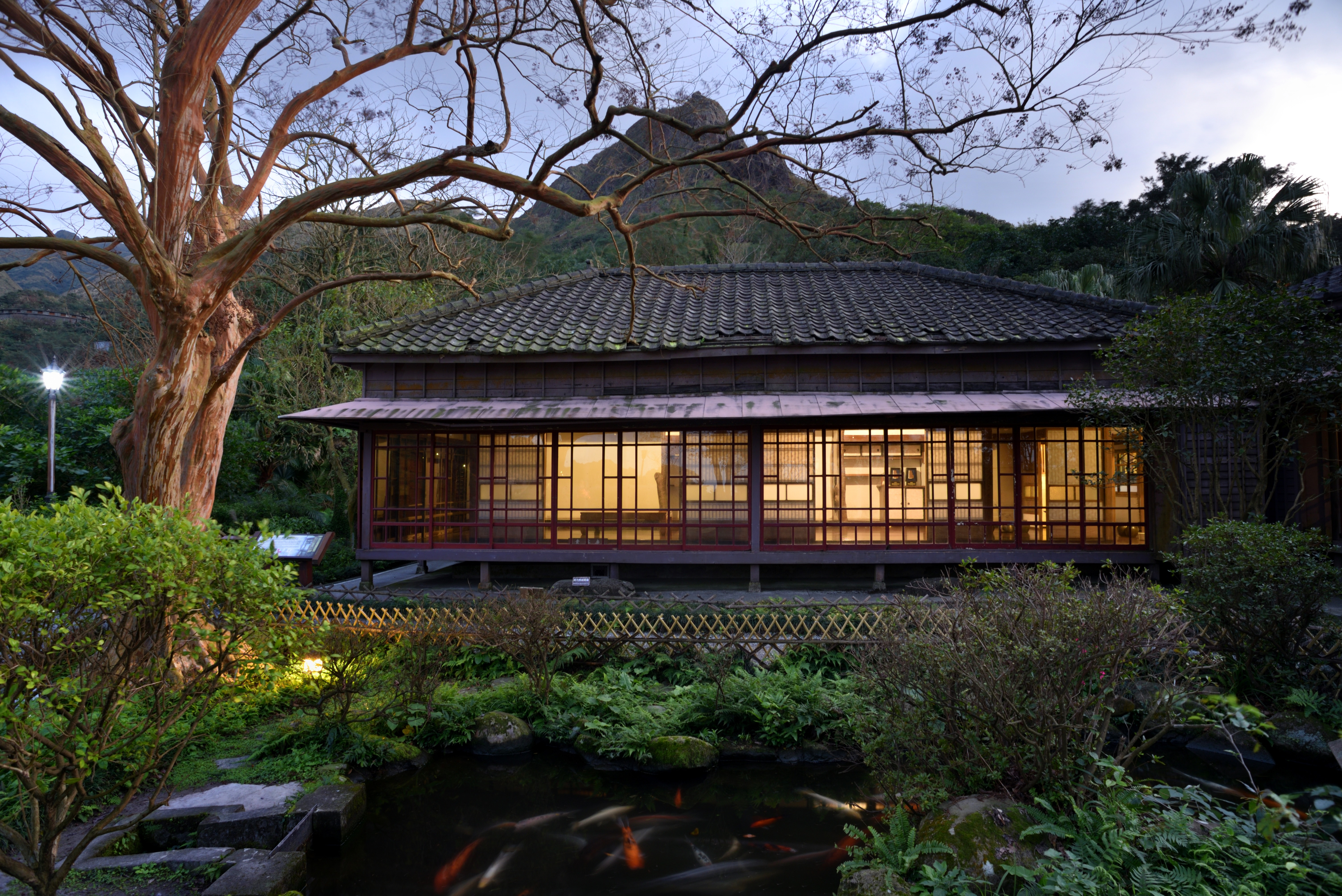
金瓜石太子賓館
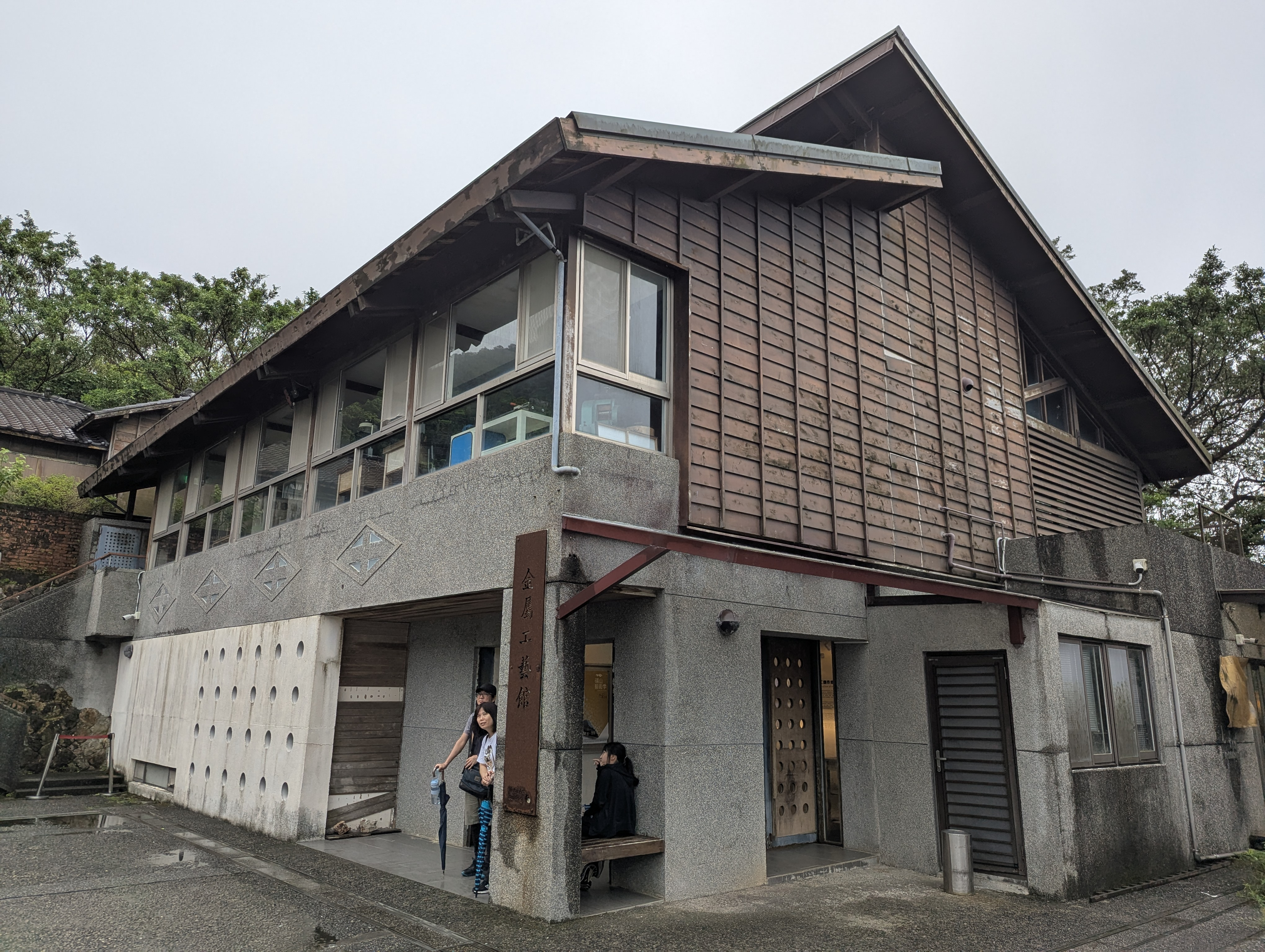
金屬工藝館
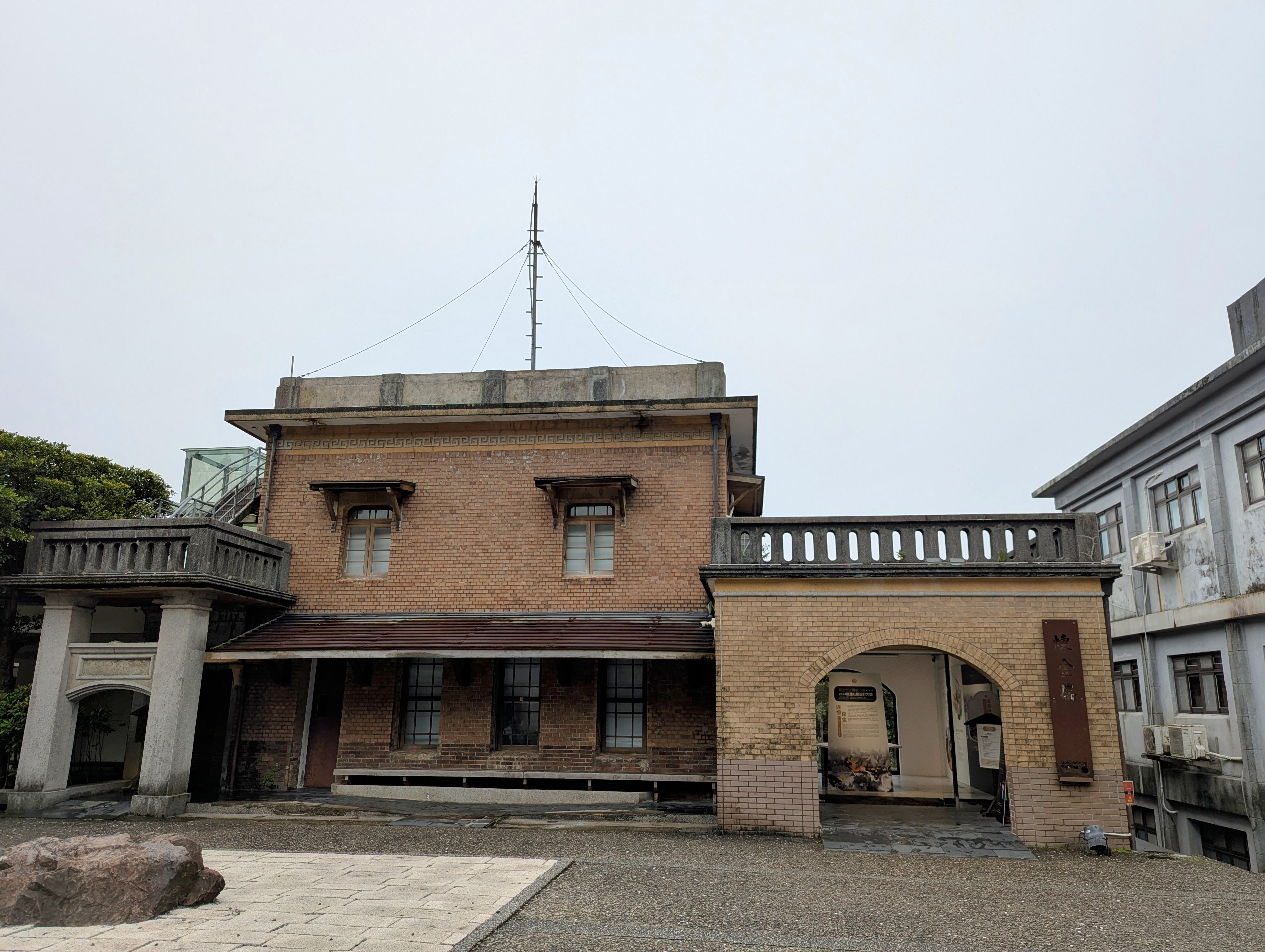
煉金樓
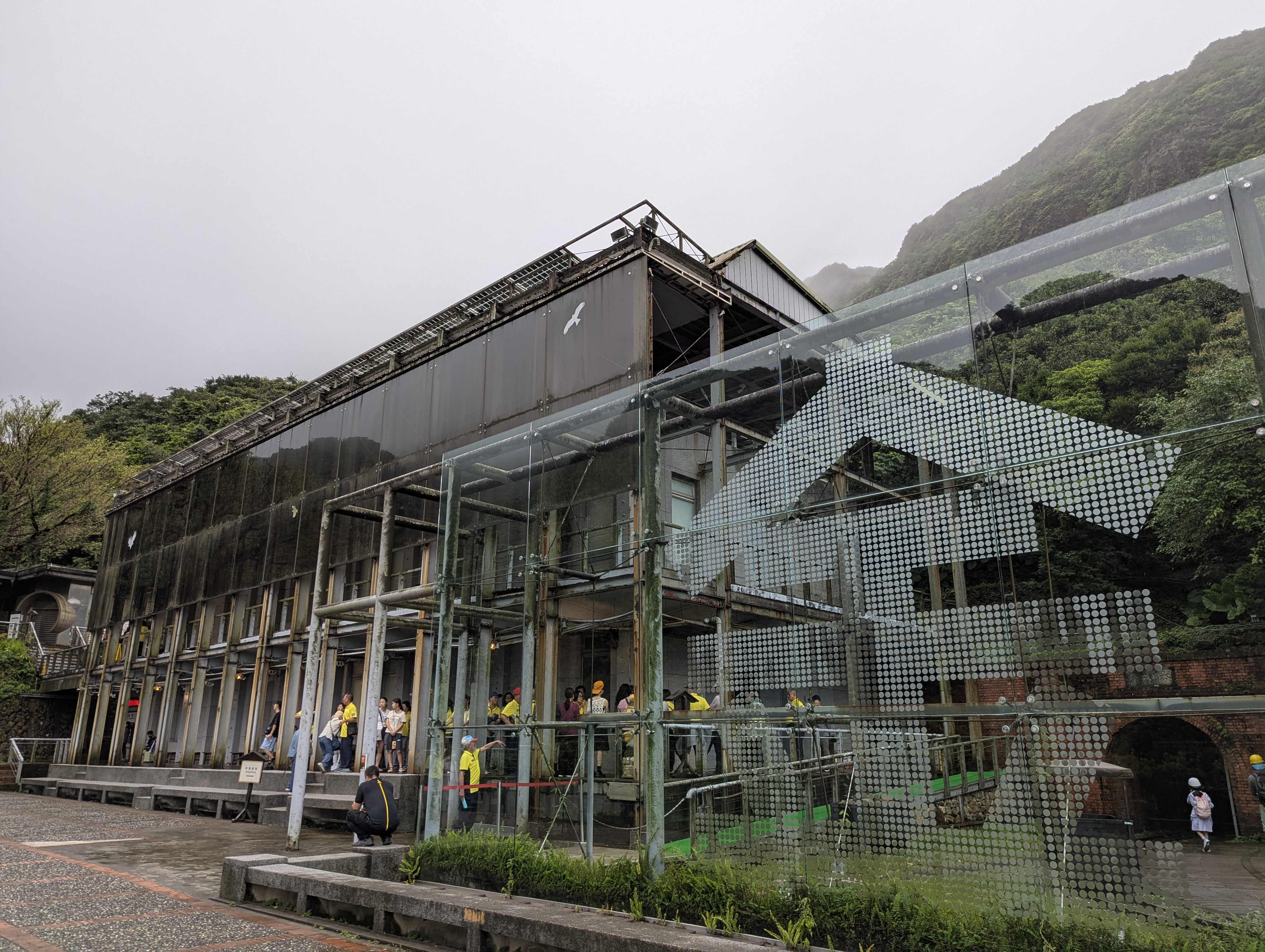
黃金館

黃金博物園區其周邊文化資產群除包括同在園區範圍內的金瓜石神社 （直轄市定古蹟）、金瓜石礦業圳道及圳橋（直轄市定古蹟）和金瓜石鑛山事務所所長宿舍（歷史建築）外，則包括：
- 水湳洞選煉廠遺址 （歷史建築）[7]
- 水湳洞本山六坑口及索道系統（歷史建築）
- 瑞芳區臺金濂洞煉銅廠煙道（文化景觀）
- 金瓜石金泉寺及火葬場 （歷史建築）
- 臺陽礦業國英坑（歷史建築）
- 翁山英故居（歷史建築）
- 臺陽公司瑞芳辦事處歷史建築群 
  - （招魂碑、頌德碑、修路碑、八番坑、瑞芳辦事處（歷史建築）。

## 組織
- 館長：綜理館務，並指揮監督所屬員工。
- 秘書：襄理館務，管理、監督館務之執行。
- 營運推廣組：新聞聯絡、觀眾服務、導覽服務、年度活動、行銷推廣、文創推廣等事項。
- 教育研究組：典藏、出版、學術研究、教育活動、展示規劃等事項。
- 秘書室：採購、票務、財產管理、場地租借、坑道管理、人事、出納、收發、檔管、環境清潔與植栽、工程與維修管理、研考 、資訊、機水電維護、園區保全等事項。
- 會計：依法辦理歲計、會計事項，並兼辦統計事項。

## 環境
位於「金九」（金瓜石與九份）交界地的山岳為基隆山，又稱「大肚美人山」，因形似仰躺的大肚子美人而得名。而黃金博物館一帶的山系則與基隆山相望。主要礦坑區所在山岳稱為本山。而往東北有座山岳，頂上砂岩、頁岩結構從園區角度看去貌似無提耳的茶壺，故名無耳茶壺山；而從靠近北濱的水湳洞一帶看去則似俯臥的獅子，故又稱「獅子岩山」。無耳茶壺山的東面則有半平山（半屏山）。眾多山系上多為草原，由芒草或蕨類植物交雜而成，有些背對東北季風的背風面則有樹林的生長。

### 植被
- 栗蕨
- 金毛杜鵑

- 芒草原與栗蕨原
- 鐘萼木：第三紀冰河孑遺植物，清明節開粉色花。
- 山櫻花
- 金花石蒜
- 台灣百合
- 筆筒樹
- 傅氏鳳尾蕨

### 礦物
- 硫砷銅礦
- 石英
- 黑雲母
- 黃鐵礦
- 白鐵礦
- 磁鐵礦
- 金礦
- 銀礦
- 銅礦
- 閃鋅礦
- 法馬丁礦
- 呂宋銅礦
- 方鉛礦
- 方解石
- 角閃石
- 重晶石
- 明礬石
- 辰砂
- 自然汞
- 鋯石
- 膽礬
- 菱錳礦
- 臭蔥石

## 外部連結
- 新北市立黃金博物館 （页面存档备份，存于） （日語）
- 新北市立黃金博物館 （页面存档备份，存于）
- 新北市立黃金博物館的Facebook專頁